# محسن گنابادی
 محسن گنابادی سیاستمدار اهل ایران و نماینده مجلس شورای ملی در دوره پانزدهم و دوره شانزدهم (از ۱۳٢۶ تا ۱۳٣٠ خورشیدی) از حوزه انتخابی فردوس و طبس بود.